# Rheinische Schärfung
Als „rheinische Schärfung“ und Schleifton werden in den ripuarischen und limburgischen Dialekten die beiden für diese Dialekte typischen Tonakzente bezeichnet. Der Akzent wird im übrigen deutschen und im niederländischen Sprachraum als „rheinischer Singsang“ wahrgenommen.
Als Bezeichnungen für die beiden Tonakzente werden in der Sprachwissenschaft verwendet:
Tonakzent 1 und Tonakzent 2. Ältere Bezeichnungen sind: Tonakzent 1: Schärfung, geschärft; Stoßton und Tonakzent 2: ungeschärft; Schleifton.
Tonakzent 1 ist gekennzeichnet durch einen rapiden Intensitätsabfall der betonten Silbe mit abschließender Glottalisierung.
Dieser Tonakzent der ripuarischen und limburgischen Dialekte ist der Stoßton, Niederländisch stoottoon.
Der Schleifton (Tonakzent 2) ist charakterisiert durch einen Tonhöhenverlauf und Druckverlauf, der oft bei einem hohen Ton mit hohen Druck beginnt, die beide schnell abfallen und danach etwas langsamer wieder ungefähr auf das Normalniveau steigen. Allerdings gibt es eine unübersehbar große Zahl voneinander abweichender individueller Ausprägungen des Schleiftons, die neben dem jeweiligen Dialekt von einigen unterschiedlichen Einflussfaktoren bestimmt werden.
Im niederländischen und flämischen Schrifttum wird dieser Tonakzent als sleeptoon bezeichnet.
Es gibt eine Vielzahl unterschiedlicher Ausprägungen der rheinischen Akzentuierung, die vom jeweiligen Dialekt, vom Ton- und Modulationsverlauf im Satz sowie dem Satztyp abhängen.

## Einbettung und Position
Der Tonakzent kann sowohl auf Silben und Silbenteile, als auch Vokale oder Liquida (l, m, n, ng, r) fallen. Die entsprechenden Silben sind immer betont und tragen einen Druckakzent. Zugleich verändert sich die Tonhöhe des geschärften Segments oder der geschärften Segmente währenddessen sie erklingen. Der Umfang und Verlauf der Tonhöhenänderung ist regional unterschiedlich und wird zudem stark vom jeweiligen Satzmuster beeinflusst, wie Aussage, Frage, implizite Verneinung, und so fort. Auch von der Position der Silbe im Satz wird der Verlauf beeinflusst.
Bei geschärften Silbe sackt der Stimmton sehr schnell ab, mitunter so stark, dass er für einen Sekundenbruchteil unhörbar wird, während er also ohne Schärfung nur andeutungsweise nach unten geht und sofort wider nach oben zurückkehrt.
Auf einen kurzen Vokal folgende Liquide (l, m, n, ng, r) werden in den Tonverlauf der Akzentuierung einbezogen und bilden eine Art tonalen Diphthong, etwa in „Jeld“ (Geld) und „Jold“ (Gold), „Hungk“ (Hund), „Orjel“ (geschlossenes O) (Orgel) und so weiter.

## Verbreitung

### Geografisch
Der limburgische Schleifton kommt vor in der Provinz Limburg der Niederlande, in der Provinz Limburg in Belgien, in einem Teil der belgischen Provinzen Luxemburg und Lüttich (darunter der Deutschsprachigen Gemeinschaft), im Großherzogtum Luxemburg und in den zusammenfassend als Rheinland bezeichneten Teilen der deutschen Bundesländer Rheinland-Pfalz und Nordrhein-Westfalen. Das umfasst einige große oder bekannte Städte, unter anderem Aachen, Bitburg, Bonn, Düsseldorf, Eupen, Hasselt, Heerlen, Heinsberg, Jülich, Kerkrade, Köln, Koblenz, Krefeld, Leverkusen, Luxemburg, Maastricht, Mönchengladbach, Prüm, Roermond, Siegburg, Tongern, Trier, Venlo, Weert und einen kleinen Teil Wuppertals.
Bis Anfang des 20. Jahrhunderts war die rheinische Akzentuierung auch Kennzeichen der Dialekte in Teilen des westlichen Ruhrgebiets, so in den heutigen südlichen Stadtteilen von Essen, im Mölmschen (Mülheim an der Ruhr) und im Duisburger Platt. Die nördliche Grenze zur so genannten kleverländischen Akzentuierung verlief rechtsrheinisch nördlich der Duisburger Altstadt und dem heutigen Mülheimer Stadtteil Styrum und ist heute nur noch in äußerst abgeschwächter Form im Regiolekt dieser Gegend vorzufinden.

### Nach Sprachengruppen
Im ripuarischen und limburgischen Sprachraum ist die rheinische Schärfung allgegenwärtig. Es gibt kaum einen Satz, in dem sie nicht wenigstens einmal vorkommt. Im westlichen Moselfränkischen einschließlich des Luxemburgischen ist sie seltener.
Dieses Intonationsphänomen teilt das Kölsche mit mehreren anderen „West-Sprachen“ wie Eifeler Platt, Luxemburgisch und Limburgisch (Südniederrheinisch, in den Niederlanden, Belgien und in Deutschland, darunter im Selfkant).
In geringem Umfang taucht der Schleifton noch im Luxemburgischen, im angrenzenden Pfälzischen und Moselfränkischen auf, sowie im Rheinischen Regiolekt. Er ist ansonsten im europäischen Sprachraum unbekannt.
Selbst Sprecher aus angrenzenden Regionen, wie dem Niederrhein nördlich der Uerdinger Linie, sind in der Regel nicht in der Lage, ihn in der gesprochenen Sprache zu identifizieren oder richtig auszusprechen.

## Darstellung in der Schrift
In der gewöhnlichen Schreibung der jeweiligen Sprachen wird die Schärfung nicht erfasst. Da in der Mehrzahl der Fälle die Schärfung mit einem langen Vokal oder einer langen Silbe zusammentrifft, neigen Autoren im Einflussbereich der niederländischen Standardsprache und ihrer Schreibregeln dazu, bei geschärften Vokalen oder Silben Doppelvokale oder „ie“ zu verwenden. Ganz analog dazu findet man dies auch im Einflussbereich der deutschen Standardsprache und ihrer Schreibung, und zusätzlich häufig Vokale, denen ein „h“ folgt.

### Lautschriften
In der Lautschrift nach IPA gibt es eigene Zeichen für den Tonverlauf. Sie werden jedoch bestenfalls bei einer engen phonetischen Transkription eingesetzt. Ansonsten dominiert die reine Längenangabe mit dem Zeichen [⁠ˑ⁠], die in der großen Mehrzahl der Fälle phonologisch äquivalent ist. Abweichend davon wird auch gelegentlich [⁠.⁠] benutzt.
In der rheinischen Dialektologie vor dem Zweiten Weltkrieg war es üblich, Beginn und Ende der Schärfung in phonetischen Umschriften mit [ˑ. ] zu markieren, also zum Beispiel [vaˑl.] für das deutsche Wort „Falle“ im Aachener Dialekt, eine Notation, die auf den Bonner Professor Frings zurückgeht.
Die Rheinische Dokumenta von 1983 führt ursprünglich keine Kennzeichnung der rheinischen Schärfung ein und ihre Autoren raten von einer Markierung ab.
Die Teuthonista definiert ebenfalls keine Markierungen für die verschiedenen Ausprägungen der rheinischen Schärfung, wiewohl solche durchaus möglich wären. Das Rheinland und Limburg zählen nicht zum üblichen Anwendungsgebiet der Teuthonista.

## Beispiele
Die beiden Wörter mit der identischen Schreibung zie kommen in vielen (westlichen) limburgischen Sprachen vor. Bei gleicher Lautfolge auf zwei unterschiedliche Weisen intoniert, ist die Bedeutung „Frau“ mit Stoßton und „Seite“ mit Schleifton.
Im Mestreechs kennt man bij [bɛi], das bedeutet auf Deutsch „bei“ ohne oder „Biene“ mit Schärfung, und sehr ähnlich gesprochen, im Kölschen die Wörter bei (ohne Schärfung) und Bei (mit Schärfung) mit jeweils derselben Bedeutung.
Das Wort kiëske im Dialekt der belgischen Stadt Hasselt bedeutet auf Deutsch „Käslein“ ohne oder „Strümpfchen“ mit Schärfung des Doppelvokals.
Man schreibt kaal im Jömelejer Plat und das bedeutet „Gerede“ mit Schleifton oder „kahl“ ohne die Schärfung. Beide Vokale sind lang. Es gibt im Gemmernicher Platt aber auch Kurzvokale mit Schärfung, zum Beispiel bei dem Minimalpaar bökske, das mit Schärfung „Büchlein“ und ohne Schärfung „Höschen“ bedeutet.
Auch wenn die Tonakzente mit dem Oberbegriff „Lexikalischer Ton“ belegt sind, dienen sie vielfach dazu, grammatische, syntaktische oder Fokus-Unterschiede im Satz zu markieren. Im Kölschen hat beispielsweise der Nominativ des Wortes „Pferd“ et Pääd einen Schleifton, wohingegen der Dativ dämm Pähd immer mit Stoßton gesprochen wird. Ebenfalls im Kölschen wird der normale Aussagesatz „Das ist schlecht“ Dat es schlääsch mit einem Stoßton auf der letzten Silbe gesprochen. Beschwert man sich jedoch lauthals und heftig: Boh, es dat schlääsch! „Meine Güte, ist das schlecht!“, so bekommt die letzte Silbe einen Schleifton.
Im Kölschen wird ein Unterschied als Ungerscheed oder Ongerscheid bezeichnet, ohne Schärfung. Die Betonung liegt auf der ersten Silbe. Auch bei dem Verb ungerscheide kommt sie nicht vor, jedoch wird hier das „ei“ betont. Jedoch im Wort Ongerscheidong [oŋɐ̯ˈʃɜ‿iˑdʊŋ] ist das ei geschärft und betont.
Im Kölschen „Schläsh“ je nach Intonation „Schläge“ oder „Schlecht“.
Das Wort „ou“ im Öcher Platt oder Völsj (der Mundart in Vaals) bedeutet „alt“ bzw. „auch“.